# Landesgartenschau Kamp-Lintfort 2020
Die Landesgartenschau Kamp-Lintfort 2020 war die 18. Landesgartenschau des Landes Nordrhein-Westfalen. Die Stadt Kamp-Lintfort richtete die Gartenschau vom 5. Mai bis zum 25. Oktober 2020 auf dem ehemaligen Zechengelände der Schachtanlage Friedrich Heinrich 1/2 (Bergwerk West) sowie am Kloster Kamp aus.
Der ursprüngliche Starttermin am 17. April musste aufgrund der COVID-19-Pandemie in Deutschland verschoben werden. Ab dem 20. April war der Zechenpark zunächst an einzelnen Tagen mit Kapazitäts- und Wegbeschränkungen zugänglich, seit dem 5. Mai waren er sowie die Anlage am Kloster Kamp, von den Organisatoren als „Kamper Gartenreich“ bezeichnet, offiziell unter Auflagen geöffnet. Viele der geplanten Veranstaltungen im Rahmen der Landesgartenschau, darunter auch die Eröffnungsfeier, wurden abgesagt.
Die beiden Parks auf dem einstigen Zechengelände und am Kloster Kamp wurden durch den knapp zweieinhalb Kilometer langen, sogenannten „Wandelweg“ verbunden, der entlang der Großen Goorley und der Fossa Eugeniana verlief. Darüber hinaus verkehrten Shuttlebusse.
Seit dem 16. Mai war die Landesgartenschau mit dem Zug erreichbar. Dafür wurde die Trasse der einstigen Grubenanschlussbahn Zeche Friedrich Heinrich–Rheinpreußen-Hafen zwischen Kamp-Lintfort und Rheinkamp reaktiviert und der barrierefreie Haltepunkt Kamp-Lintfort Süd, inoffiziell „Kamp-Lintfort Kattenstraße / LAGA“, erbaut. Dieser wurde an Wochenenden und Feiertagen durch die Regionalbahn RB 31, „Der Niederrheiner“, der NordWestBahn angefahren. Nach dem Ende der Landesgartenschau soll die Bahnstrecke zu einem geplanten Bahnhof Kamp-Lintfort verlängert und ab voraussichtlich Mitte 2026 im Regelbetrieb angefahren werden.